# Puig Torrat (Pontons)
El Puig Torrat és una muntanya de 678 metres que es troba al municipi de Pontons, a la comarca de l'Alt Penedès.